# Ceramika agatowa

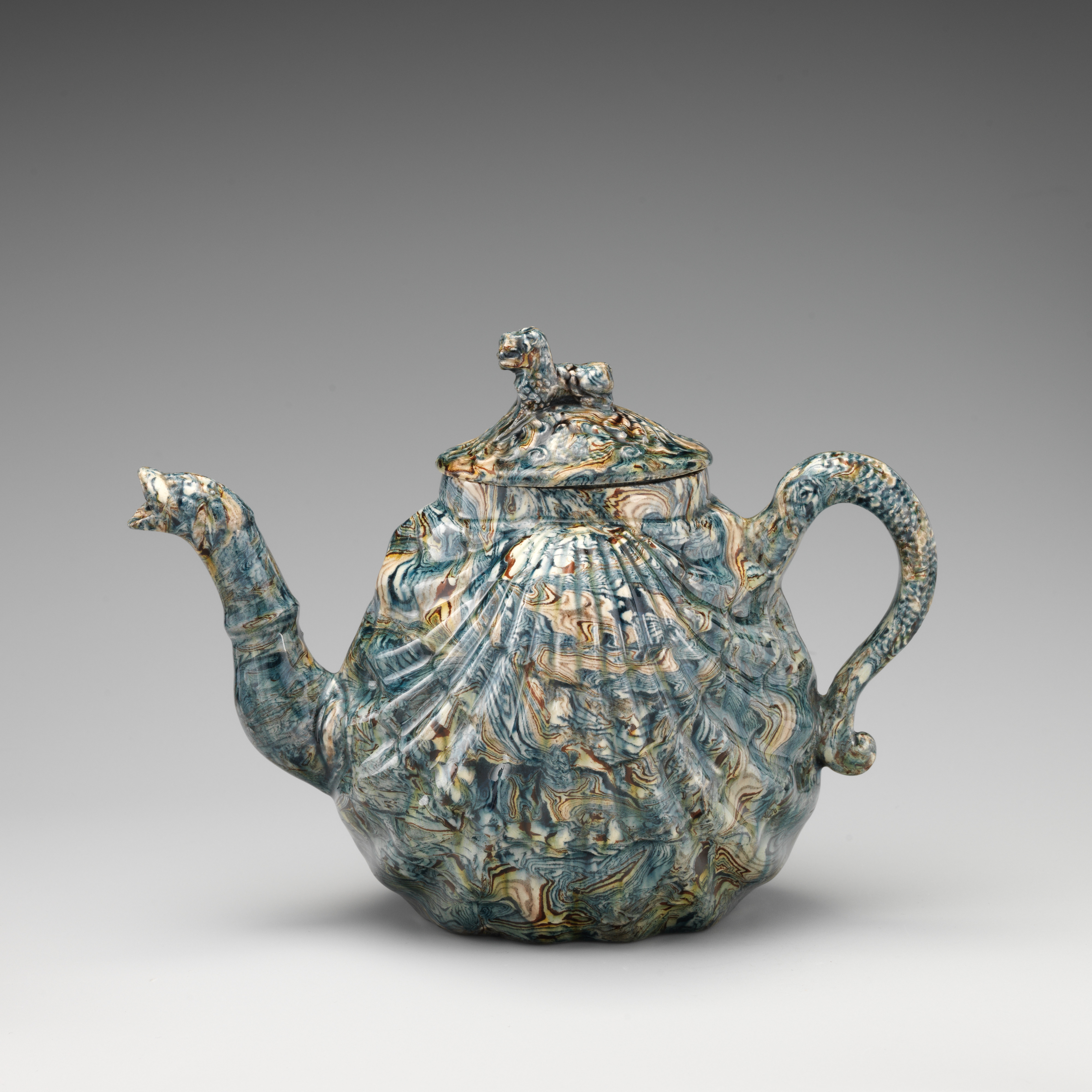
Czajniczek z pokrywką, w Metropolitarnym Muzeum Sztuki w Nowym Jorku

Ceramika agatowa a. marmurkowa – wyroby kamionkowe wykonane z glin w dwóch lub więcej kolorach: brunatnym, czerwonym, białym, szarym, żółtawym tak, że tworzą warstwy, słoje lub żyłki naśladujące naturalną strukturę kamieni (np. agatu, onyksu, marmuru; stąd ich nazwa). Sposób produkcji ceramiki agatowej rozpowszechnił się wśród ceramików angielskich w hrabstwie Staffordshire na początku XVIII wieku (zobacz The Potteries).
Pierwszym ceramikiem, który produkował ceramikę agatową w tonacji beżowej, zielonej i niebieskiej był T. Whieldon, a następnie technologia produkcji została rozwinięta i ulepszona przez Joshiaha Wedgwooda.

Ceramikę agatową uzyskiwano też innym sposobem – stosowano dekorację powierzchniową, malarską, wykonaną angobami barwnymi. 
W Europie kontynentalnej wytwarzanie  tego typu ceramiki rozpoczęto na pocz. XIX wieku.